# 袁林
袁林，又称袁世凯墓、袁公林，为清末民初重要軍事、政治人物，中华民国大总统袁世凯及其夫人于氏的墓葬。位于今中华人民共和国河南省安阳市北关区胜利路，目前建筑格局基本保存完好。是中华人民共和国第七批全国重点文物保护单位、第二批河南省文物保护单位。

## 历史

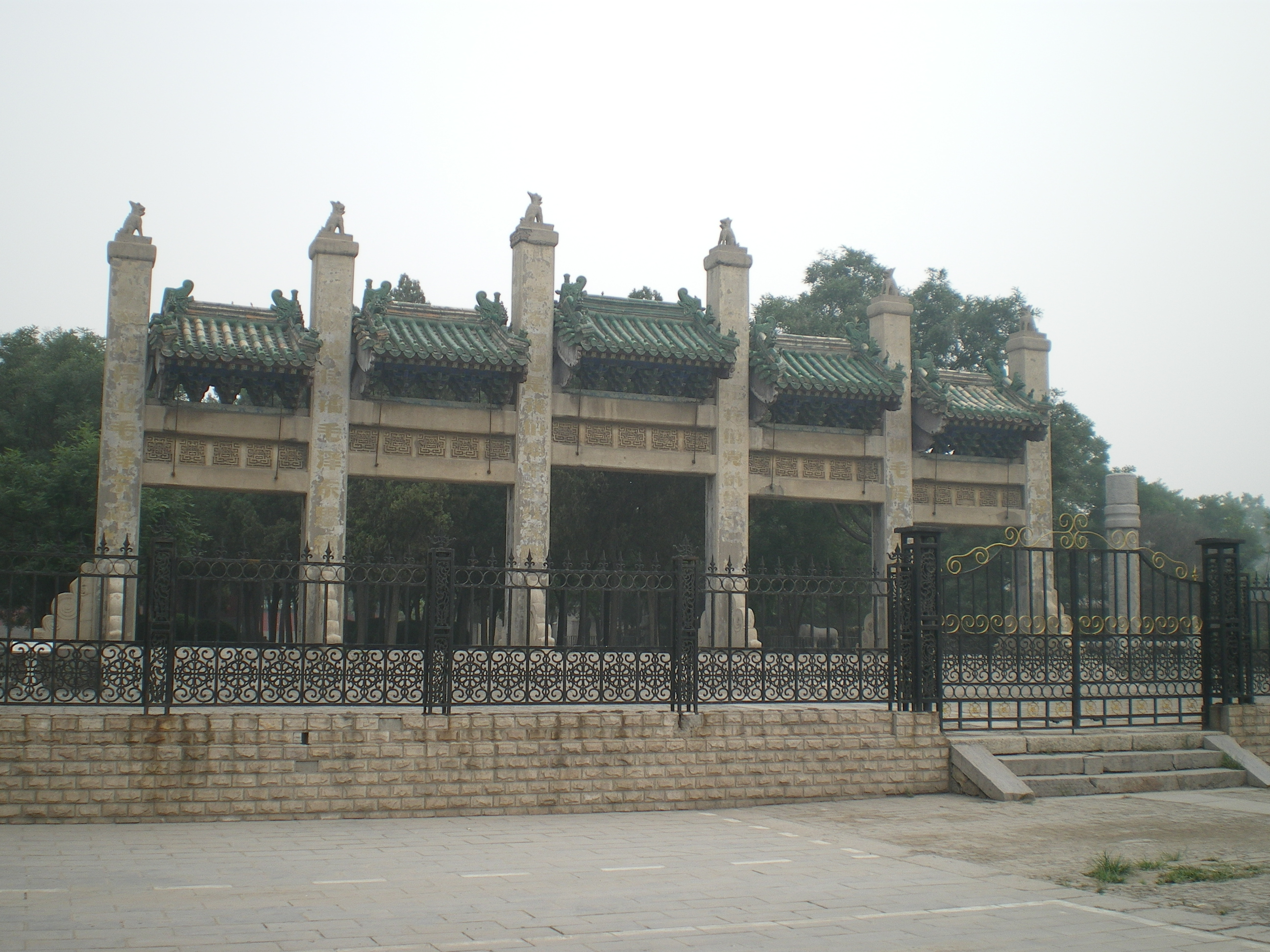
袁林牌樓

袁世凱（1859年9月16日-1916年6月6日），字慰亭，號容庵，河南項城人，为首任中华民国大总统。民国四年（1915年）预备改制称帝，但遭到广泛反对，于次年被迫退位，并于次年6月6日病逝。北洋政府根据其“葬吾洹上”的遗愿，委派河南巡按使田文烈赶赴安阳，“慎选堪舆，勘定吉壤”，“绘具详图”，“招商筑墓”。工程持续近两年，耗资70余万银元，建成后的墓园位于洹水北岸，占地近140亩。
当时袁世凯长子袁克定欲称墓葬为“袁陵”，但大总统徐世昌对此反对，表示“项城生前称帝未成，未曾身居大宝，且已取消洪宪年号，如果采取袁陵之名，实为不妥。”并建议称为“袁林”。中国古代皇帝墓葬称“陵”，而圣人墓葬方称“林”，如“孔林”和“关林”，所以袁世凯墓被称“袁林”，又被指为僭越。
1930年代，侵华日军在附近修建飞机场，陵区遭到破坏。1940年代末的国共内战时期，刘、邓大军逼近安阳，国民党军队从袁林砍伐大量树木修筑工事。
1952年11月，毛泽东到此参观，指示“要把它保护好，留作反面教材”，此后政府在这里建立了博物馆，由文物部门进行就地管理。文化大革命时期（1966-1976年），袁林的工作人员为预防文物被砸、被抢，曾采取了多种保护措施。尽管如此，文革期间，袁林被至少数百人严重破坏，1966年7-9月间，石人、石马、石象、石虎、石牌坊等等都翻倒在地，石碑、石龟被推翻破坏，袁坟墓冢被挖，墓室的铁筋洋灰裸露于外。期间，红卫兵一度试图炸开水泥结构的墓室，但由于其结构坚固，炸坟未果。红卫兵虽未将袁林彻底毁坏，但当时给袁林留下的印记至今尚存。与此同时，位于河南省周口市商水县的袁世凯家族墓地，也遭到一定破坏。
改革开放后，当地政府将袁林整葺一新。1984年9月，袁氏后人、物理学家袁家骝第二次来袁林（第一次在1973年文革期间），由时任河南省长何竹康陪同，那时石人石马都恢复了，袁家骝对此表示感谢。1986年，袁林被列入第二批河南省文物保护单位名单。

## 建筑

1934年袁世凯墓楼牌

1934年袁世凯墓石人石马

墓园占地139亩，建筑风格为中西合璧。布局以神道为中轴线，南北绵延约两公里。
最南端为一大照壁，采用中国传统的硬山顶、绿琉璃瓦规制，长六十余米，内侧满饰砖雕图案，是中国现存最大的砖雕照壁。
照壁以北是神道，经糙石桥、青白石桥，有一六柱五楼冲天式牌楼。此牌楼为铁筋洋灰石子筑就，在中国陵墓建筑史上极为罕见。
牌楼两侧，汉白玉质的神道柱和石像生相对而立。神道柱耸立于基座之上，高一丈五尺，柱身六面，满饰當時大總統所佩大勳章上之“十二章纹”。石像生则独具时代特色，真人大小而略胖，装束为袁世凯执政时期式样，文官头戴平天冠，着祭天礼服，袖手肃立，仪态恭谨；武官着北洋军服，手握军刀，仪态威武。

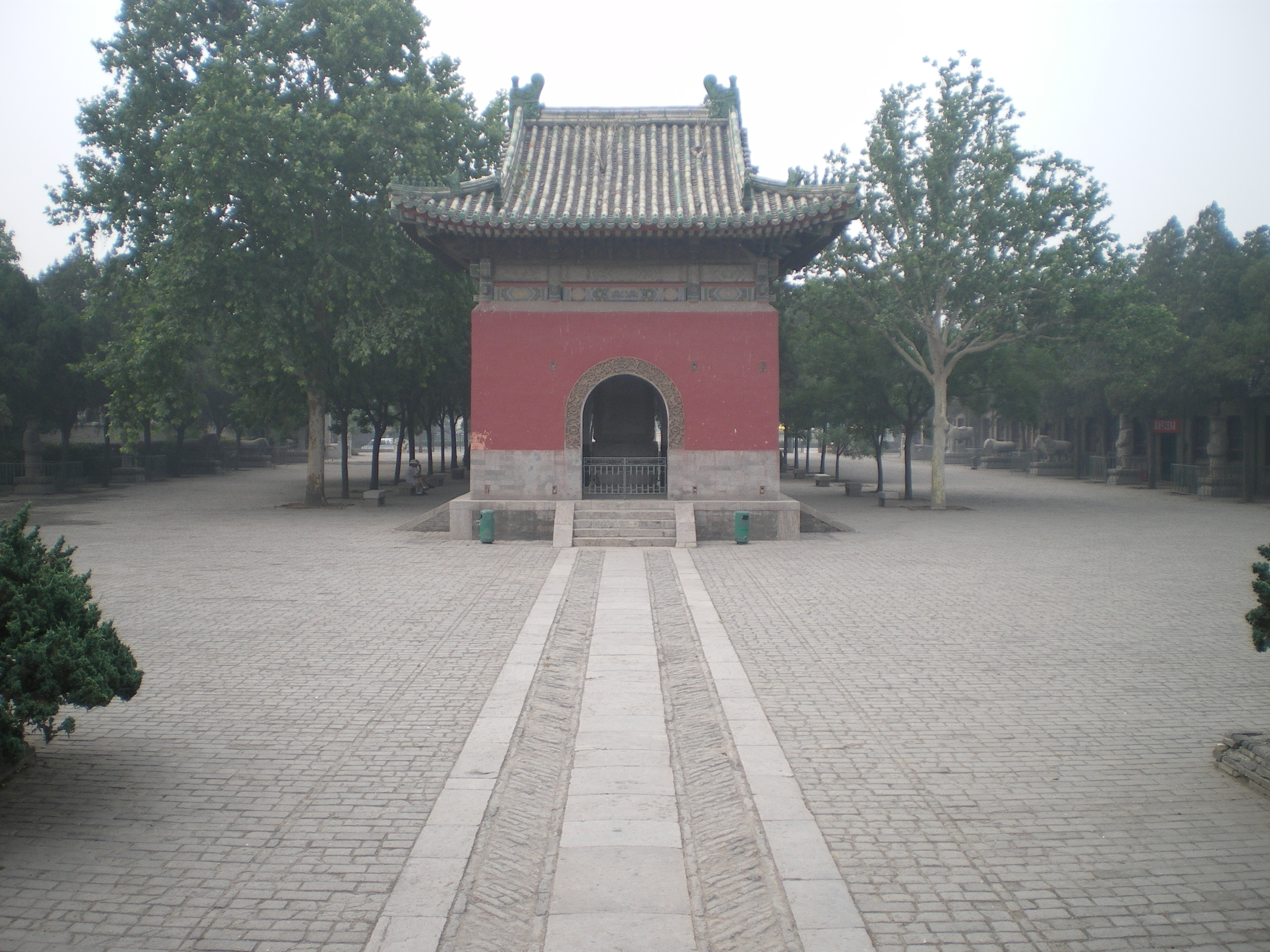
袁林碑亭

向北为碑亭，面阔三间，亭内有石赑屃身负高达5.5米的墓碑。墓碑雕刻蟠龙数条，正面则镌刻徐世昌手书之“大总统袁公世凯之墓”。

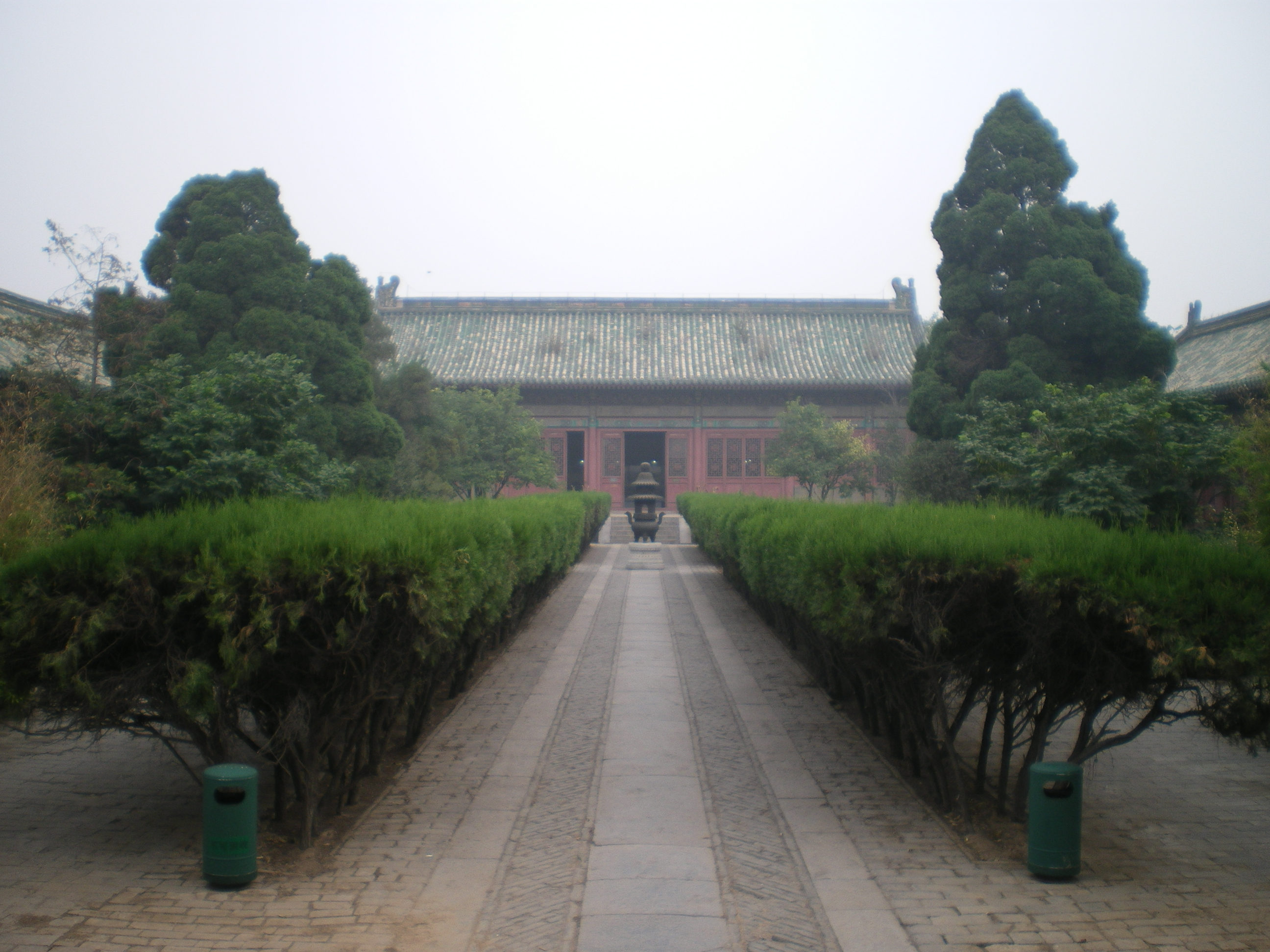
袁林景仁堂

碑亭以北为堂院，是举行祭祀活动的场所。堂院大门面阔三间，单檐绿琉璃歇山顶，其门板上有七排七列的铜门钉，低于帝制的“九横九纵”级别。堂院由四合院式建筑包围，居中坐北朝南为景仁堂，用于祭祀袁世凯，堂内设供桌、灵位及袁世凯生前衣冠剑带；东、西配殿组成则作为官员的休憩场所，陈设相对简单。院内神道的中央，原来陈列着一座风磨铜鼎炉，但已遗失，唯有汉白玉的基座尚存。

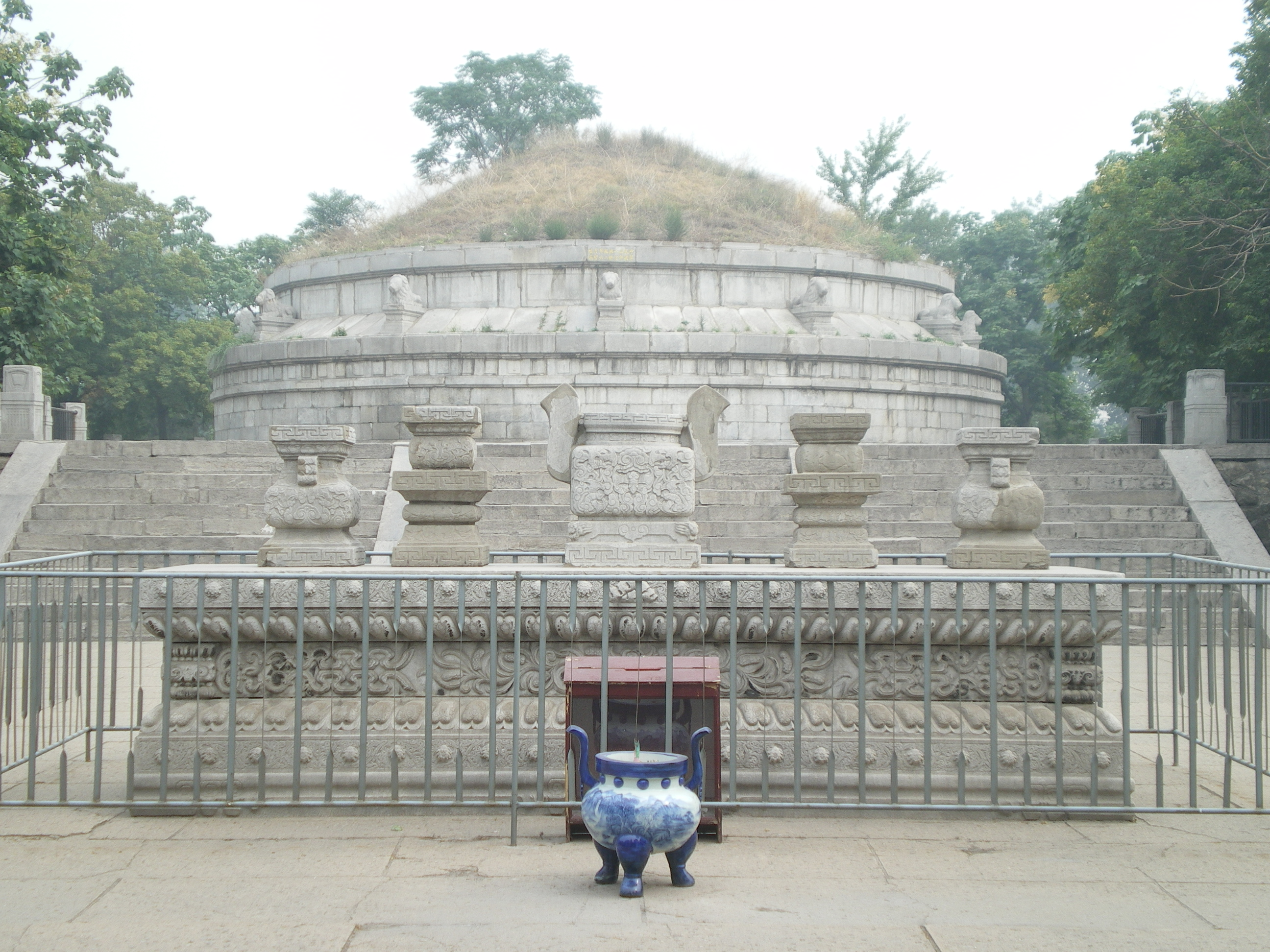
袁林墓廬

堂院後即为墓庐。此处建筑颇具西洋风格，与前面的中式建筑形成对比。墓庐前是“山”字形铁门，镶嵌在罗马式白石柱间，铁门以浑铁铸成，上端各有一个八角徽章，徽章中心仍为十二章纹。墓庐圆形，以青石砌成，高8米、周长60余米。周围有十二尊石狮环绕，气势威严。

## 廟會
每年春節期間，袁林周圍要舉辦廟會。當地居民習慣於去袁林折柏枝，以祈一年“百病不生”。